# Sammallahdenmäki
Sammallahdenmäki is een heuvel met 33 stenen graven uit de bronstijd. Dit mosrijke gebied ligt in de gemeente Lappi, West-Finland. De oudste graven van dit grafveld stammen uit de vroege bronstijd.
Sammallahdenmäki staat sinds 1999 op de UNESCO-Werelderfgoedlijst en geldt als exemplarisch voor de Scandinavische samenleving en begrafenisrituelen in de bronstijd. De site is, op enkele plunderingen in de 19e eeuw na, zeer goed bewaard gebleven door zijn afgelegen locatie.

## Externe links

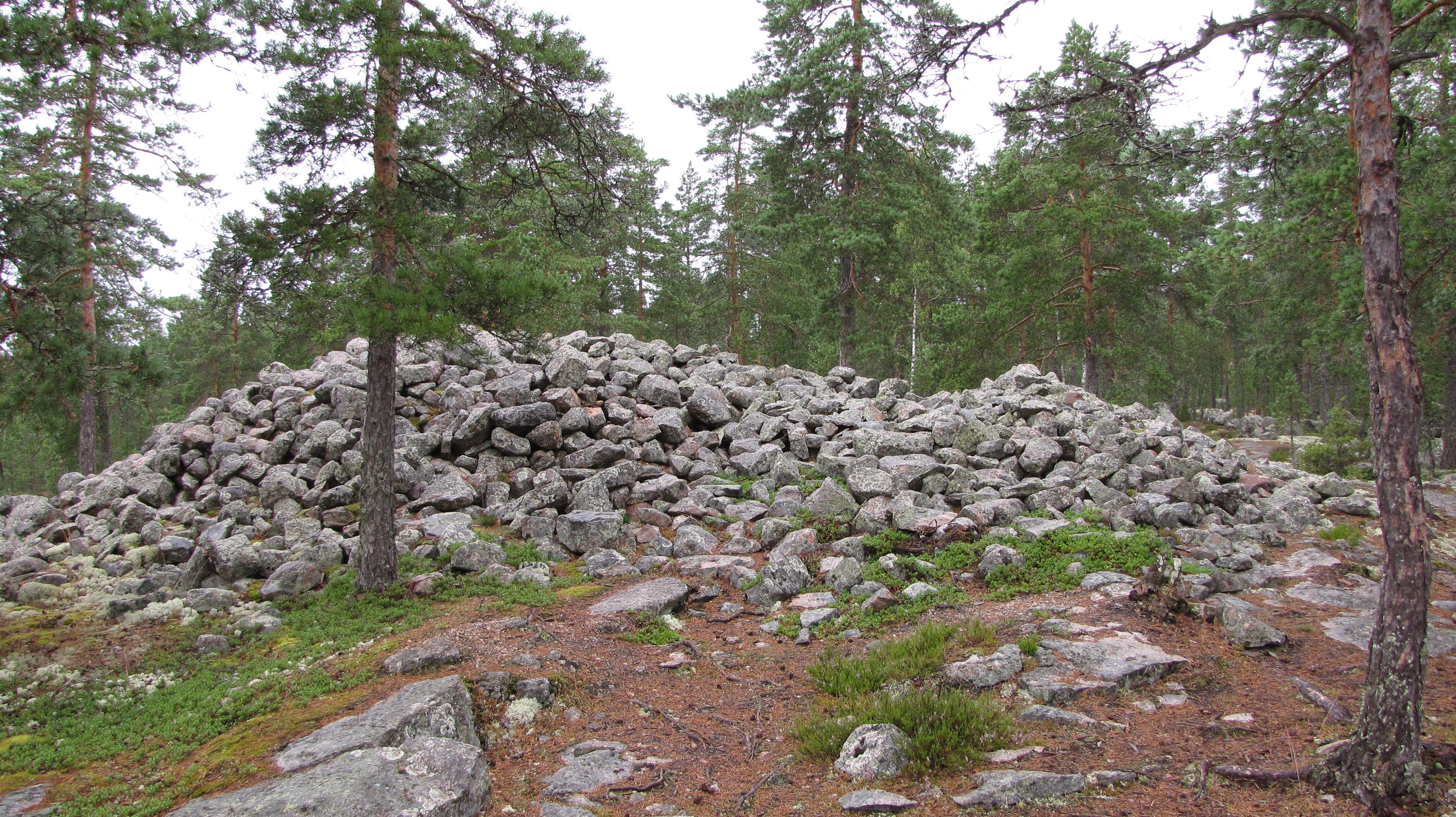
Sammallahdenmäki.